# Васслен
Васслен (фр. Vasselin) — коммуна во Франции, находится в регионе Рона — Альпы. Департамент коммуны — Изер. Входит в состав кантона Морстель. Округ коммуны — Ла-Тур-дю-Пен.
Код INSEE коммуны — 38525. Население коммуны на 1999 год составляло 300 человек. Населённый пункт находится на высоте от 221  до 450  метров над уровнем моря. Муниципалитет расположен на расстоянии около 430 км юго-восточнее Парижа, 50 км восточнее Лиона, 55 км северо-западнее Гренобля. Мэр коммуны — M. Jean-Pierre Blanc, мандат действует на протяжении 2001—2008 гг.
Динамика населения (INSEE):